# CXCL13
CXCL13, hemokin (C-X-C motiv) ligand 13, je mali citokin iz CXC hemokin familije koji je takođe poznat kao B limfocit hemoatraktant (BLC). Ovaj hemokin je selektivno hemotaksan za B ćelije iz B-1 i B-2 grupe. On dejstvuje putem interakcije sa hemokin receptorom CXCR5. CXCL13 i njegov receptor CXCR5 kontrolišu organizaciju B ćelija unutar folikula limfoidnih tkiva. Ovaj hemokin izlučuju dendritske ćelije, i on je visoko izražen u jetri, slezini, limfnim čvorovima, i stomaku ljudi. Gen za CXCL13 je lociran na ljudskom hromozomu 4 u klasteru sa drugim CXC hemokinima.
U T-limfocitima, CXCL13 ekspresija se smatra odrazom germinalnog centra porekla T-ćelija. Otuda, CXCL13 izražavanje u T-ćelijskim limfomima, kao što su angioimunoblastni T-ćelijski limfomi, se smatra da ukazuje na germinalno poreklo neoplastičnih T-ćelija.